# Jacobs inferno
Jacobs inferno (originaltitel: Jacob's Ladder) är en amerikansk psykologisk skräckfilm från 1990 i regi av Adrian Lyne. Huvudrollen spelas av Tim Robbins.
Filmen är en skildring av många Vietnamveteraners svåra liv efter kriget som tangerar genrerna skräck, thriller och drama. Många hemvändande veteraner upplevde olika former av psykoser och störningar på grund av minnen från Vietnamkriget, detta görs ofta dubbelt svårt eftersom Vietnamkriget har varit och är mindre politiskt rumsrent, så utrymmet att diskutera och få stöd att bearbeta sina traumatiska upplevelser under kriget har varit dåligt för amerikanska veteraner.

## Handling
Jacob Singer (Tim Robbins) upplever vidriga mardrömmar och dagdrömmar, som han har svårt att skilja från verkligheten. Trots försök att hålla isär vardag och dröm bryts Jacob Singer långsamt ner i sin psykos. Jacob känner även skuld för sin omkomne son. Den olyckan har han aldrig lyckats bearbeta och komma över.

## Rollista i urval
| Tim Robbins         | – Jacob "Professor" Singer |
| Elizabeth Peña      | – Jezebel "Jezzie" Pipkin  |
| Danny Aiello        | – Louis Denardo            |
| Matt Craven         | – Michael Newman           |
| Pruitt Taylor Vince | – Paul                     |
| Jason Alexander     | – Mr. Geary, advokaten     |
| Patricia Kalember   | – Sarah                    |
| Eric La Salle       | – Frank                    |
| Ving Rhames         | – George                   |

## Titeln
Titeln Jacob's Ladder hänsyftar till Jakobs stege i Bibeln (Första Mosebok Genesis, 28 Kapitlet: Jakobs flykt till Laban. Hans dröm i Betel.).

## Tolkningar
Filmen pekar på ett av de mindre omtalade tragedierna under Vietnamkriget som först har framkommit under slutet av 1990-talet: Det experimenterades med prestationshöjande droger och prestationsnedsättande stridsmedel på amerikanska soldater. Ett vapen i den arsenal för kemisk krigföring som USA utvecklat kallas för prestationsnedsättande, agens kallas BZ-gas (3-quinuclidinyl benzilate). Under dramatiska former erkände USA:s krigsmakt att man experimenterat på egna soldater med dessa droger utan soldaternas kännedom eller tillstånd. Trots detta är följder och effekter på de soldater som deltog i experimenten inte fullt utredda. 
Filmen kan dock även tolkas på andra sätt. Den kan ses som är en resa in i det okända. Filmen pågår i flera tidsdimensioner, man kastas från Jacobs olika upplevelser hela tiden.